# Polacanthoderes martinezi
Polacanthoderes martinezi is een soort in de taxonomische indeling van de stekelwormen.
De diersoort behoort tot het geslacht Polacanthoderes en behoort tot de familie Echinoderidae. De wetenschappelijke naam van de soort werd voor het eerst geldig gepubliceerd in 2008 door Sörensen.